# Roemeens voetbalkampioenschap 1956
1956 was het negentiende seizoen van de Divizia A en het 39ste kampioenschap van Roemenië.

## Eindstand
| Plaats | Team                       | Wed. | W  | G  | V  | Doelpunten | Verschil | Ptn |
| ------ | -------------------------- | ---- | -- | -- | -- | ---------- | -------- | --- |
| 1      | CCA Boekarest (B)          | 24   | 15 | 3  | 6  | 64 : 28    | +36      | 33  |
| 2      | Dinamo Boekarest (K)       | 24   | 13 | 3  | 8  | 48 : 34    | +14      | 29  |
| 3      | Știința Timișoara          | 24   | 11 | 7  | 6  | 40 : 31    | +09      | 29  |
| 4      | Locomotiva Boekarest (N)   | 24   | 9  | 10 | 5  | 46 : 27    | +19      | 28  |
| 5      | Energia Flacăra Ploiești 1 | 24   | 9  | 9  | 6  | 42 : 25    | +17      | 27  |
| 6      | Flamura Roșie UT Arad      | 24   | 9  | 6  | 9  | 37 : 40    | −03      | 24  |
| 7      | Dinamo Orașul Stalin       | 24   | 9  | 5  | 10 | 36 : 38    | −02      | 23  |
| 8      | Progresul Oradea (N)       | 24   | 10 | 3  | 11 | 29 : 45    | −16      | 23  |
| 9      | Progresul Boekarest        | 24   | 8  | 6  | 10 | 34 : 39    | −05      | 22  |
| 10     | Energia Petroșani 2        | 24   | 8  | 6  | 10 | 29 : 35    | −06      | 22  |
| 11     | Locomotiva Timișoara       | 24   | 5  | 9  | 10 | 20 : 39    | −19      | 19  |
| 12     | Știința Cluj               | 24   | 6  | 5  | 13 | 22 : 48    | −26      | 17  |
| 13     | Dinamo Bacău (N)           | 24   | 6  | 4  | 14 | 24 : 42    | −18      | 16  |

1 Flacăra Ploiești veranderde zijn naam in Energia Flacăra Ploiești.
2 Minerul Petroșani veranderde zijn naam in Energia Petroșani.
(K) = verdedigend kampioen, (B) = verdedigend bekerwinnaar, (N) = gepromoveerd
| Kampioen, Europacup I |
| Bekerwinnaar          |
| Degradatie            |

### Topschutters
| Naam                | Club                 | Goals |
| ------------------- | -------------------- | ----- |
| Ion Alecsandrescu   | CCA Boekarest        | 18    |
| Alexandru Ene I     | Dinamo Boekarest     | 17    |
| Titus Ozon          | Progresul Boekarest  | 16    |
| Ion Ciosescu        | Știința Timișoara    | 15    |
| Gheorghe Constantin | CCA Boekarest        | 15    |
| Iacob Olaru         | Locomotiva Boekarest | 15    |